# スターリングラード (1993年の映画)
『スターリングラード』（Stalingrad）は、1993年のドイツの映画。ヨゼフ・フィルスマイアー監督作品。スターリングラード攻防戦で壊滅したドイツ第6軍の有様を、ドイツ側からの視点で描いている。キャッチコピーは「この世でもっとも美しい、涙さえも凍るマイナス50度の氷の戦場」。

## ストーリー
北アフリカ戦線から帰還して、避暑地で休養を取っていたドイツ陸軍の戦闘工兵達に出動の命令が下る。目的地は東部戦線の激戦地スターリングラード。だが彼らがそこで見たのは、栄光とは程遠い戦争の現実であった。死闘を繰り広げる彼らをあざ笑うかのように、ロシアの冬将軍が到来し、厳しい戦いを強いられることになる。

## キャスト
| 役名                                 | 俳優                     | 日本語吹き替え |
| ------------------------------------ | ------------------------ | -------------- |
| ハンス・フォン・ヴィッツラント少尉   | トーマス・クレッチマン   | 田中秀幸       |
| フリッツ・ライザー伍長               | ドミニク・ホルヴィッツ   | 安原義人       |
| マンフレッド・“ロロ”・ロールダー軍曹 | ヨヘン・ニッケル         | 千田光男       |
| ギギ・ミューラー                     | セバスティアン・ルドルフ | 平田広明       |
| イリーナ                             | ダーナ・ヴァヴロヴァ     | 佐々木優子     |
| ヘンツ将軍                           | マルティン・ベンラート   |                |
| オットー                             | シルヴェスター・グロート |                |
| ムスク大尉                           | カレル・エルマネック     | 糸博           |
| ハラー大尉                           | ディーター・オクラス     | 筈見純         |

- 日本語吹き替え - VHSとHDリマスター版Blu-rayに収録。通常版DVDには未収録。

## 製作
撮影はフィンランド、イタリア、チェコスロバキアなどで行われ、2000万ドイツマルク（1000万ユーロ相当）の製作費が投じられた。監督のヨゼフ・フィルスマイアーはドイツ人軍事コンサルタントを雇用して軍事考証のアドバイスを受けながら撮影を行い、メイキング映像を収録した「The making of Stalingrad」を発表した。ドイツではストーリー上の欠陥（バッドエンディングを思わせる結末）を理由に評価は賛否両論となっている。